# Kikinda
Kikinda (Servisch: Кикинда, Hongaars: Nagykikinda, Duits: Großkikinda) is een stad en gemeente gelegen in het district Severni Banat in de Servische provincie Vojvodina. In 2011 telde de gemeente 59.453 inwoners. 12 procent van de inwoners behoort tot de Hongaarse minderheid in Servië.

## Geschiedenis
Kikinda is gelegen in het Banaat, een landstreek die vaak van land is gewisseld. Vanaf ongeveer het jaar 1000 was het gebied onderdeel van het Koninkrijk Hongarije. In 1526 verloren de Hongaren de slag bij Mohács en werd het gebied ruim 150 jaar bezet door de Turken. In de Turkse tijd wordt de gehele bevolking verjaagd of vermoord. Na 1700 kwam het gebied in handen van de Habsburgers die het gebied heroverden op de Turken. Vanaf dan begint een herbevolking onder Oostenrijks gezag. Eerst komen er veel Duitse kolonisten (Donauschwaben)) en Serviërs naar het gebied en later ook Hongaren, Slowaken en Roemenen. Vanaf 1867 is het gebied onderdeel van het Koninkrijk Hongarije binnen de Austro-Hongaarse dubbelmonarchie. In deze periode ontwikkelt de stad zich snel en worden veel openbare gebouwen opgericht. Ook komt de spoorweg tot stand. Na de Eerste Wereldoorlog komt de stad na ondertekening van het verdrag van Trianon in handen van de Serviërs.
In 1910 is de bevolking zeer gemengd; de Serviers vormen de grootste groep van de 26.795 inwoners met 14.148 personen (53%) gevolgd door de Hongaren met 5968 personen (22%), de Duitsers met 5855 personen (22%) en verder nog 436 Roemenen en 219 Roma.

## Bevolkingsopbouw
Tijdens de volkstelling van 2011 is het etnisch gemengde karakter van de stad weer naar voren gekomen:
- Serviers = 44.846 (75,43%)
- Hongaren = 7.270 (12,23%)
- Roma = 1.981 (3,33%)
- Overigen of geen nationaliteit opgegeven = 5.356 (9,01%)

De meeste dorpen en steden in de gemeente hebben een Servische meerderheid. Het dorp Sajan (Hongaars Szaján) heeft een Hongaarse meerderheid.